# Kreuzkirche (Architektur)

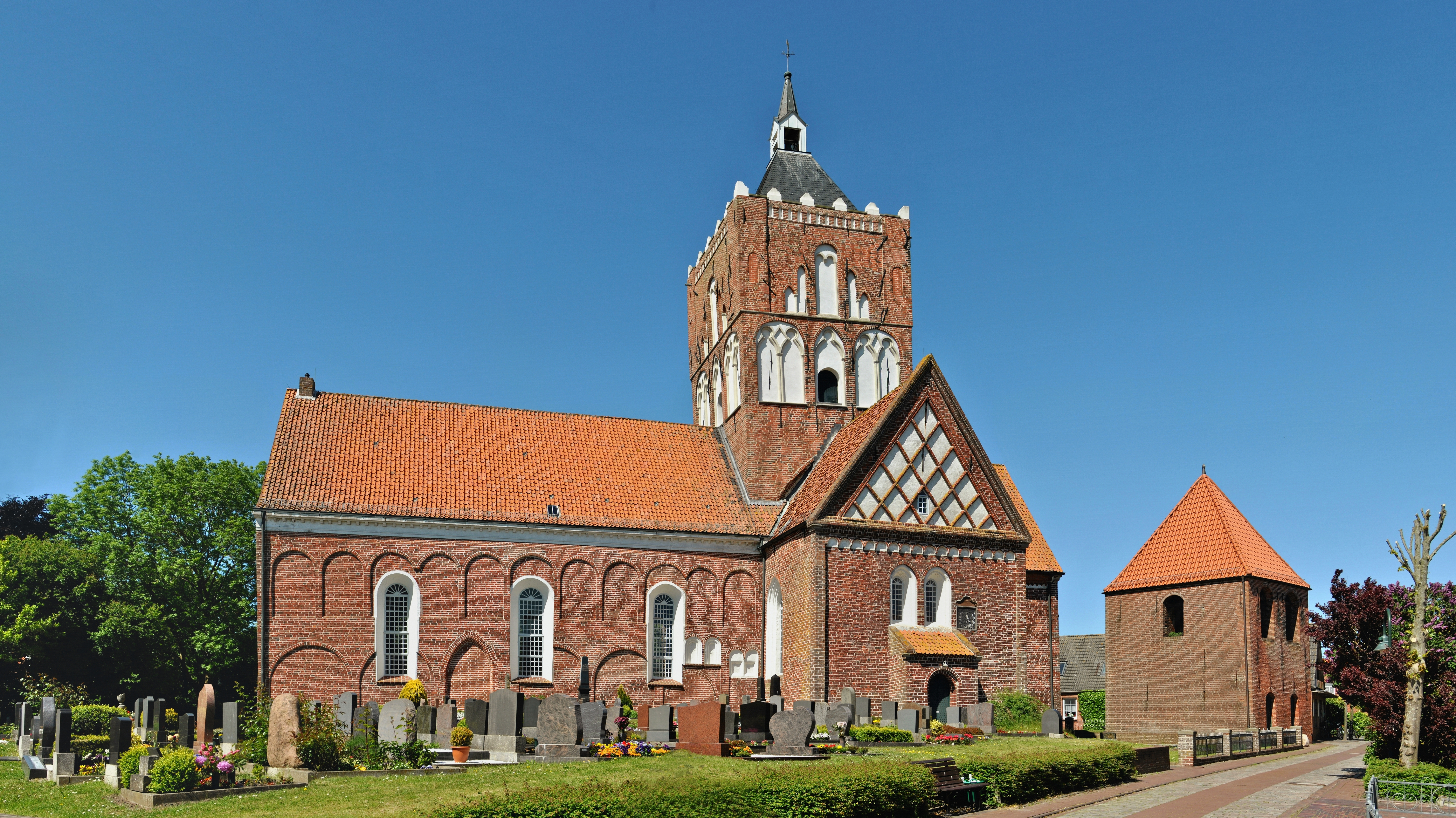
Die spätromanische Dorfkirche von Pilsum (Ostfriesland), vor der Reformation St. Stefani, jetzt auch dem Namen nach eine „Kreuzkirche“

Als Begriff der Architektur ist eine Kreuzkirche eine Kirche mit kreuzförmigem Grundriss.

## Form des Kreuzes
Grundsätzlich kann dieser Grundriss die Form eines Griechischen Kreuzes haben, mit gleich langen Armen, die sich gegenseitig in der Mitte schneiden, oder eines Lateinischen Kreuzes, dessen längerer „Stamm“ asymmetrisch geschnitten wird von einem Querarm, der seinerseits symmetrisch geteilt ist.

## Architektonischer Schwerpunkt
Sind die Achsen des Gebäudes etwa gleich lang und bildet ihr Schnittpunkt, die Vierung, seinen architektonischen Schwerpunkt, so ist eine solche Kreuzkirche ein Zentralbau. Bei vielen Kreuzkirchen ist jedoch das Langhaus deutlich länger und oft auch breiter als das Querschiff und die architektonischen Schwerpunkte sind der Chor (zumeist) im Osten und ein oder zwei Glockentürme im Westen. Etliche Kreuzkirchen sind nicht eindeutig dem einen oder anderen Typ zuzuweisen.

## Vielfalt und Abgrenzung
Besonders deutlich tritt die Kreuzform bei einschiffigen Kreuzarmen hervor. Dabei werden Kirchen dieses Typs gleichermaßen als einschiffige Kreuzkirche und als kreuzförmige Saalkirche bezeichnet. Bei Kreuzbasiliken tritt das Querschiff oft nur wenig über die Seiten des Langhauses hervor. Bei den allermeisten Kreuzkuppelkirchen bilden zwar die Kuppeln oder auch die Kuppel mit anschließenden Halbkuppeln oder stattdessen Tonnengewölben ein Kreuz, aber der Grundriss ist insgesamt rechteckig, zumeist erweitert um eine oder mehrere Apsiden.
Es gibt zahlreiche Übergangsformen hinsichtlich der Länge, Unterteilung und Gewichtung der Kreuzarme.

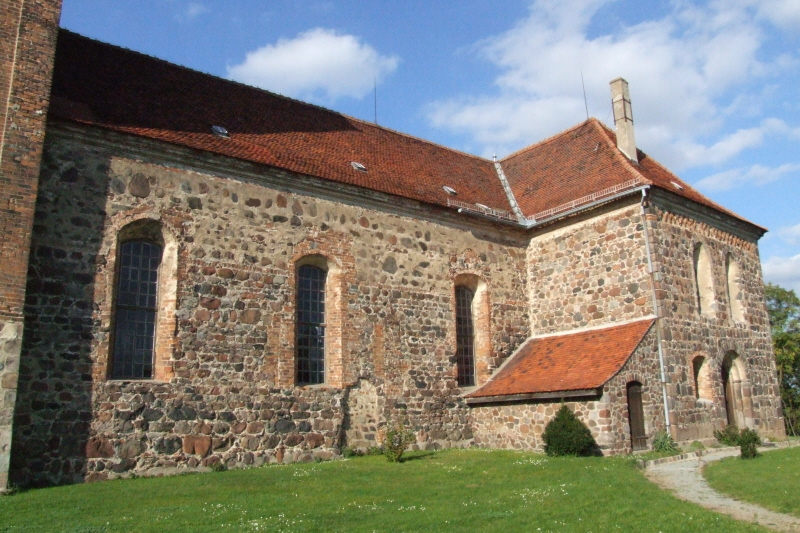
St. Georg in Arneburg (Altmark), einschiffige romanische Kreuzkirche
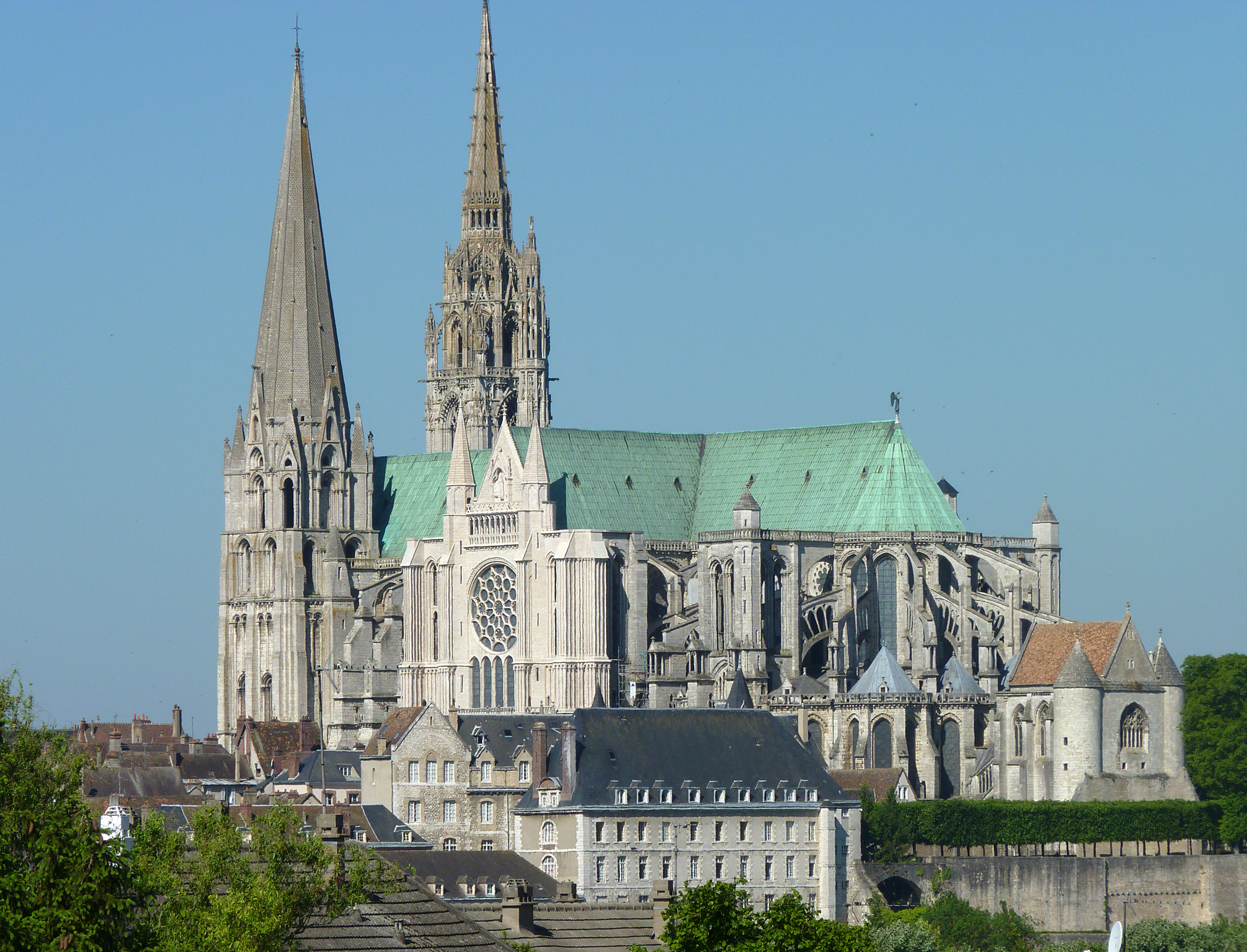
Kathedrale Notre-Dame de Chartres, gotische Kreuzbasilika
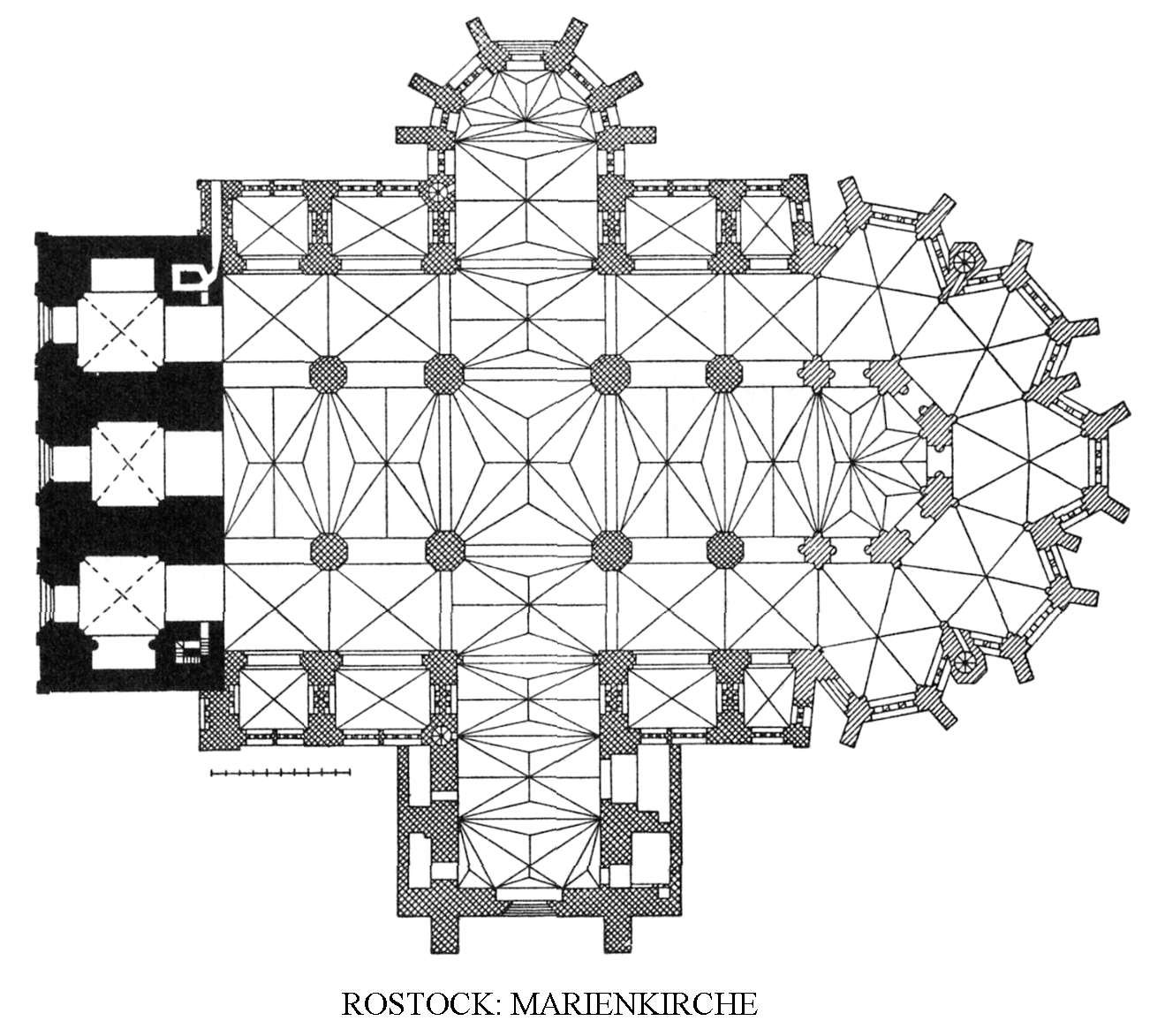
Marienkirche in Rostock, Grundriss beinahe ein Griechisches Kreuz
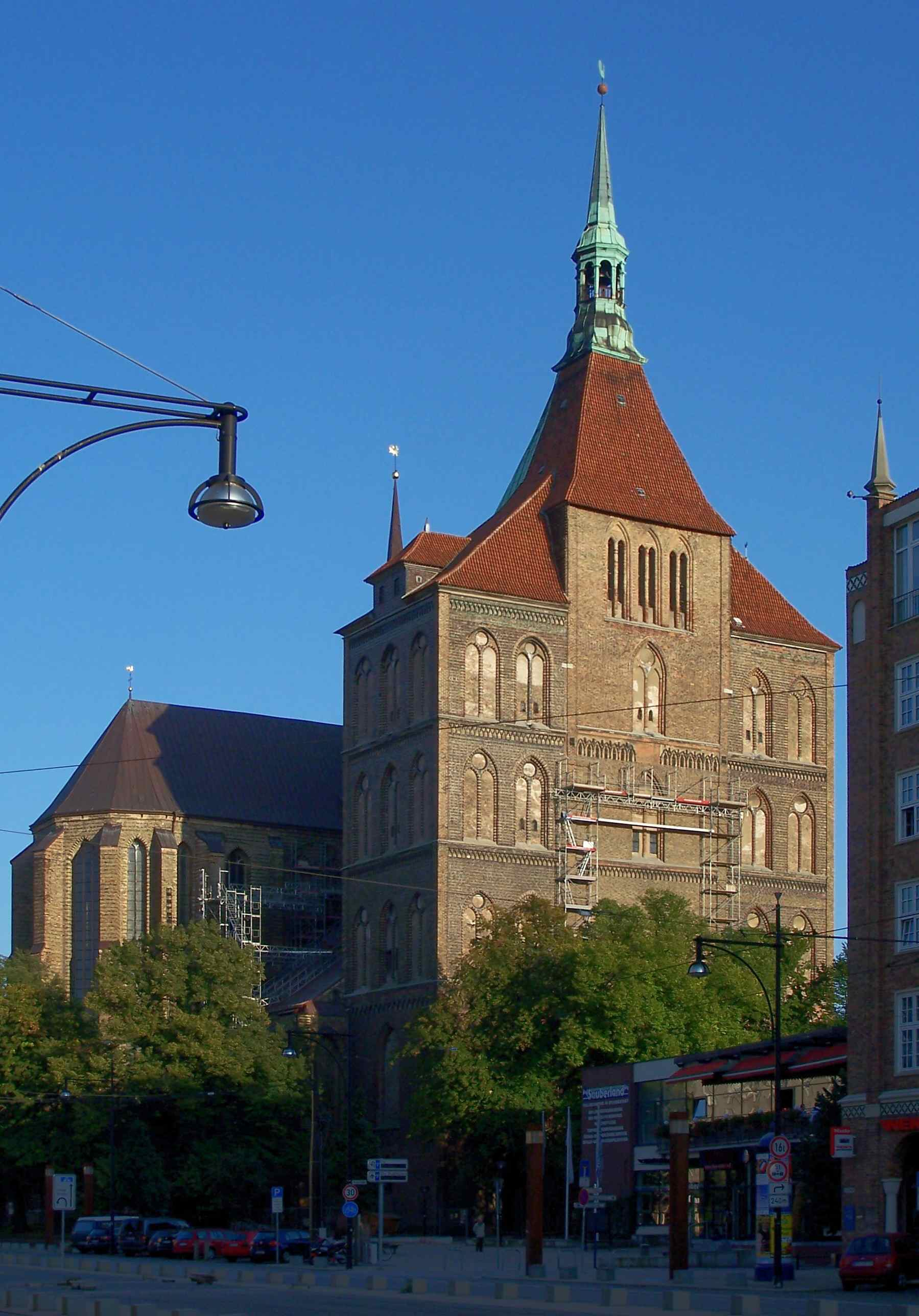
Marienkirche in Rostock, Chor des Querschiffs und Westbau des Hauptschiffs
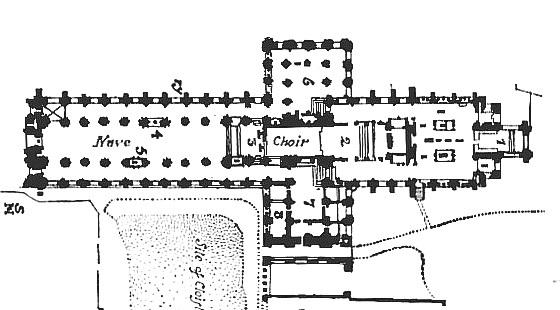
Winchester Cathedral, die wohl längste Kirche der Welt
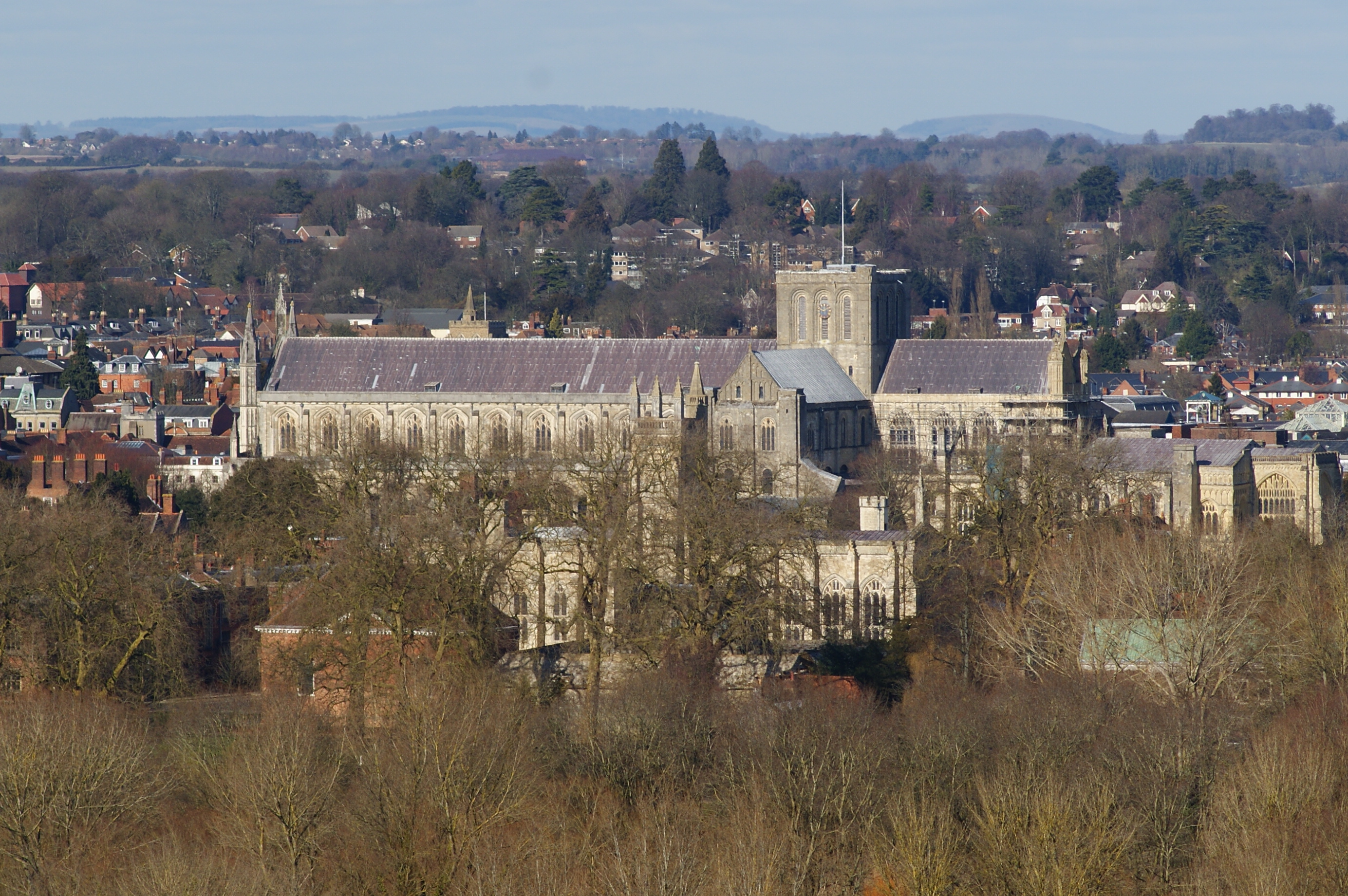
Winchester Cathedral – der Innenraum erstreckt sich hier nicht in den Vierungsturm
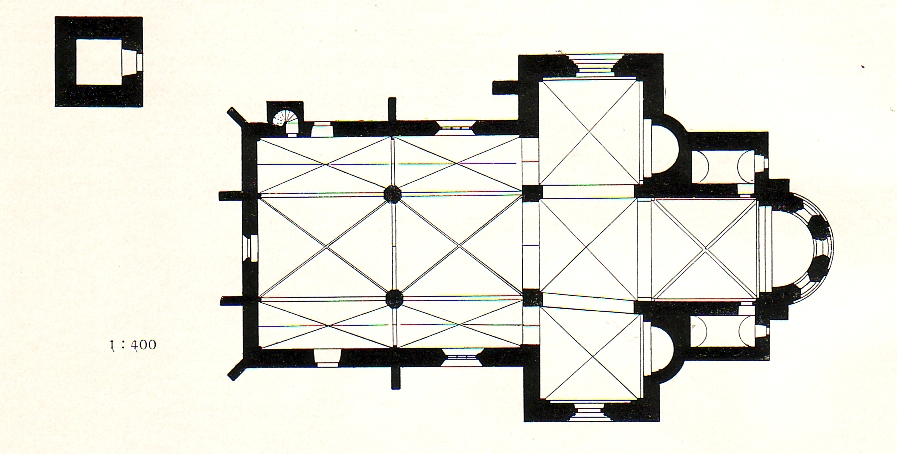
Stiftskirche in Enger (Westfalen), kreuzförmiger Grundriss
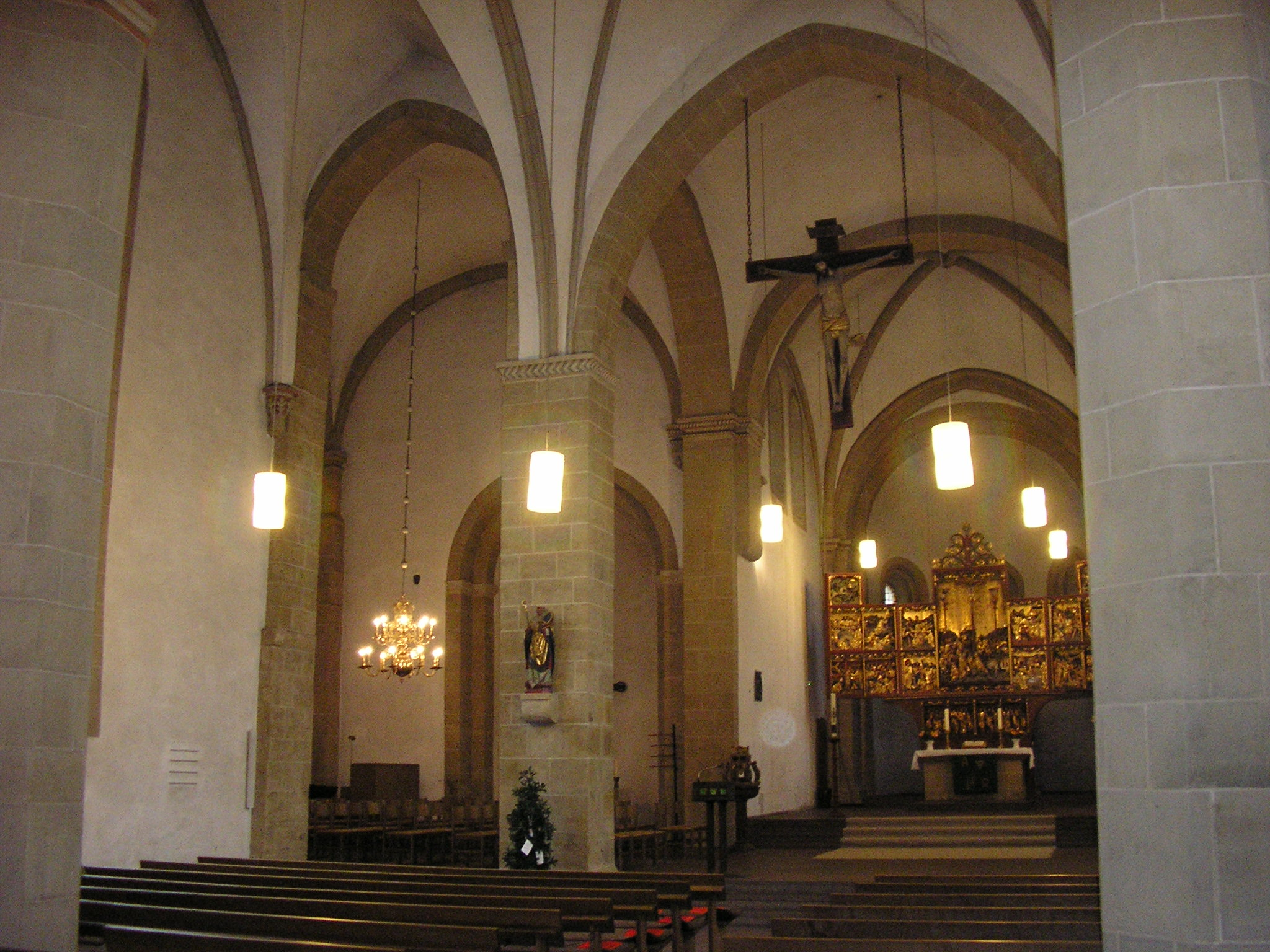
Stiftskirche in Enger, Hallenkirche
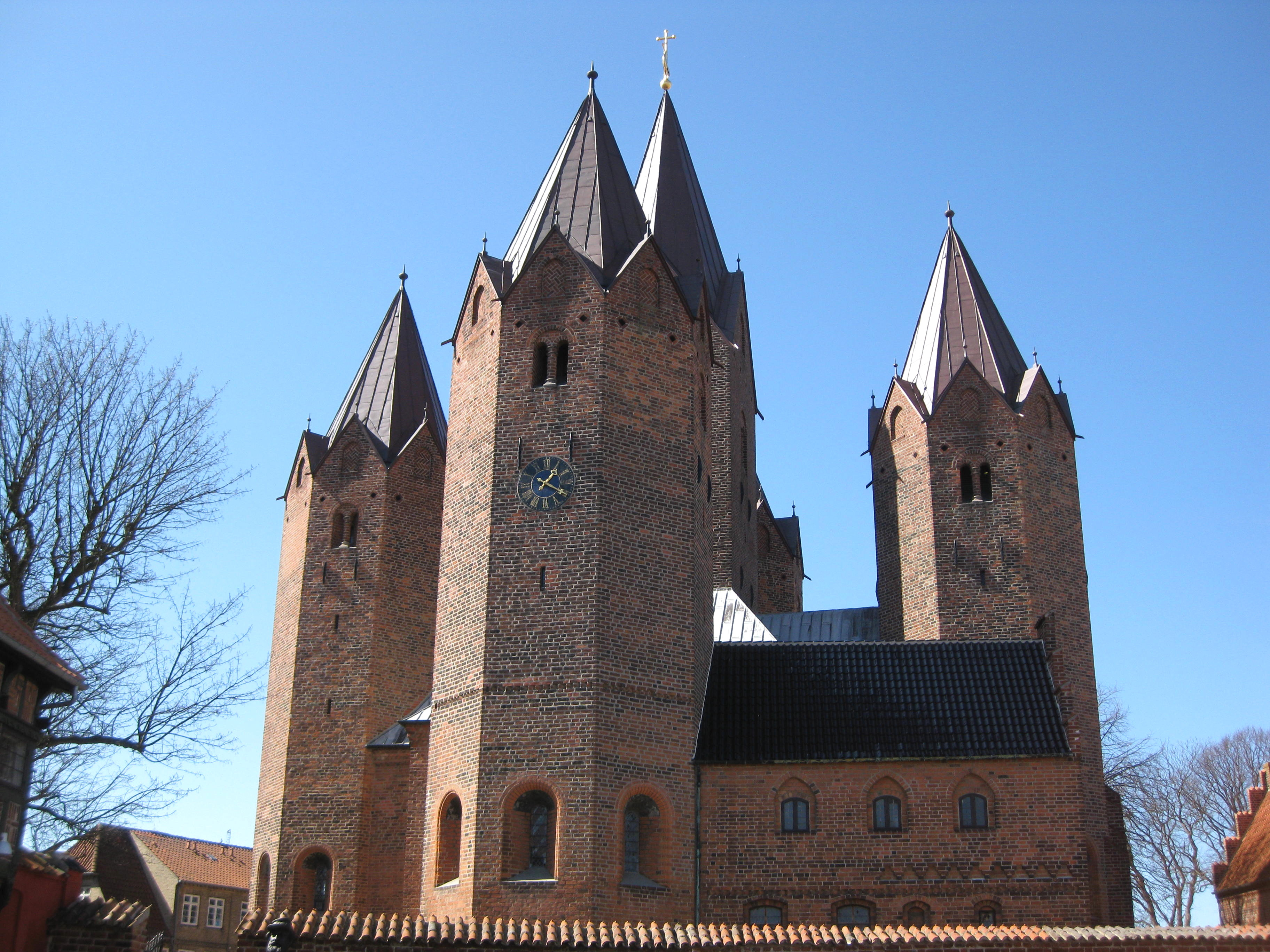
Nicht landestypisch: fünftürmige Kreuzkirche Unser Frauen in Kalundborg (Dänemark)
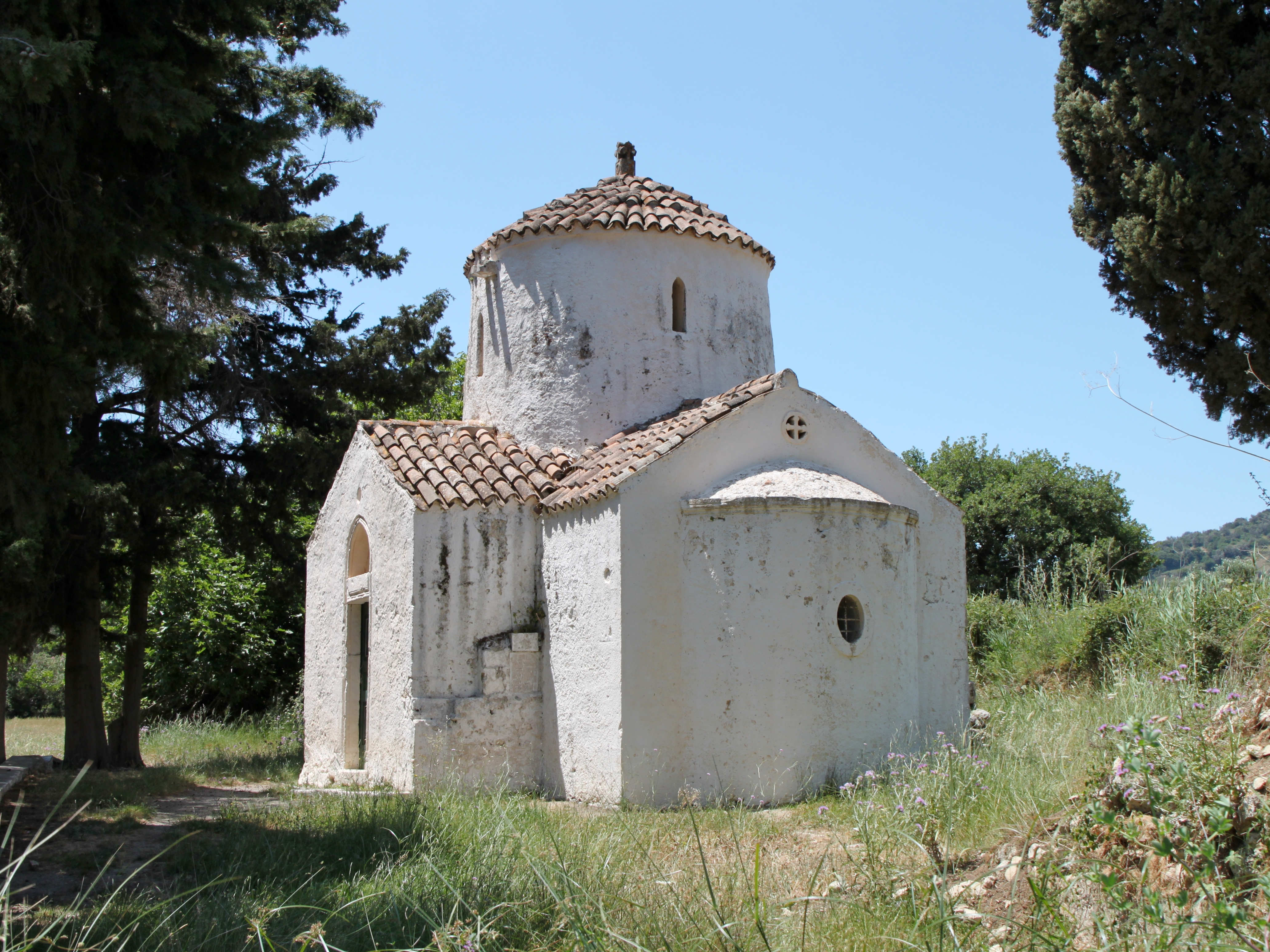
Agia Paraskevi (Kalogeros) auf Kreta, Kreuzkuppel- und Kreuzkirche
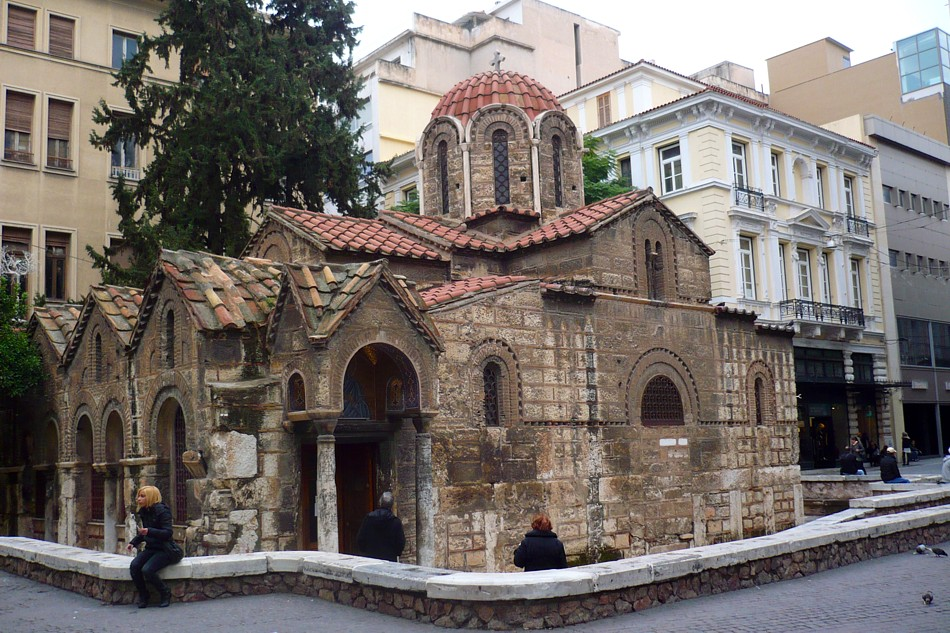
Kapnikarea-Kirche in Athen, 11. Jahrhundert Kreuzkuppelkirche
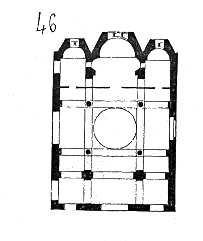
Kapnikarea-Kirche in Athen, rechteckiger Grundriss

## Belege
1. ↑  „Einschiffige Kreuzkirche“:
  - www.kirchbau.de: Krummhörn-Pilsum, "Kreuzkirche" vom Namen und von der Form
  - Katholische Kirche „Herz Jesu“ in Gommern
  - Kirchenbauliche Parallelen zum Vorgängerbau des Brandenburger Doms: romanische einschiffige Kreuzkirche in Arneburg (Memento des Originals vom 4. März 2016 im Internet Archive)  Info: Der Archivlink wurde automatisch eingesetzt und noch nicht geprüft. Bitte prüfe Original- und Archivlink gemäß Anleitung und entferne dann diesen Hinweis.
  - Evangelisch-Lutherische Kirchengemeinde Frille: im neuromanischen Stil als eine einschiffige Kreuzkirche
  - Beyernaumburg: Kirche St. Urban, 13. Jahrhundert, einschiffige Kreuzkirche (Memento des Originals vom 10. März 2016 im Internet Archive)  Info: Der Archivlink wurde automatisch eingesetzt und noch nicht geprüft. Bitte prüfe Original- und Archivlink gemäß Anleitung und entferne dann diesen Hinweis.
2. ↑  „Kreuzförmige Saalkirche“:
  - Stadt Brandenburg: Dom St. Peter und Paul
  - Neustrelitz: Schlosskirche (Memento des Originals vom 26. April 2015 im Internet Archive)  Info: Der Archivlink wurde automatisch eingesetzt und noch nicht geprüft. Bitte prüfe Original- und Archivlink gemäß Anleitung und entferne dann diesen Hinweis.
  - Brandenburgisches Landesamt für Denkmalpflege: Fürstlich Drehna (Memento vom 6. April 2016 im Internet Archive)
  - Dorfkirche St. Nikolai in Kitzen: Grabungsergebnisse, Webseite des Fördervereins Kirche Kitzen (Memento vom 7. Mai 2015 im Internet Archive)
  - Route Industriekultur: Lutherkirche DO-Asseln (Memento des Originals vom 27. November 2015 im Internet Archive)  Info: Der Archivlink wurde automatisch eingesetzt und noch nicht geprüft. Bitte prüfe Original- und Archivlink gemäß Anleitung und entferne dann diesen Hinweis.
  - Evangelischer Kirchenkreis Eisenberg: Die Kirche zu Oberndorf (Memento des Originals vom 6. April 2015 im Internet Archive)  Info: Der Archivlink wurde automatisch eingesetzt und noch nicht geprüft. Bitte prüfe Original- und Archivlink gemäß Anleitung und entferne dann diesen Hinweis.